# David Icke
David Vaughan Icke (Leicester, Engleska, 29. travnja 1952.), bivši engleski nogometni vratar i vrlo popularni športski komentator.

## Teorije
Prema Ickeu, urota globalnih razmjera na djelu je već tisućama godina, a da mi toga uglavnom nismo svjesni. Elita odabranih vlada svijetom i tzv. novi svjetski poredak zapravo je prastari plan koji korijene vuče još iz Babilona, iz vremena prvog kralja-boga Nimroda i žene mu Semiramide. 
Najprovokativnija od svih Ickeovih teza, ujedno i najkontroverznija, pomno elaborirana kroz knjigu “Najveća tajna”, svakako je ona koja govori o zemaljskoj civilizaciji začetoj križanjem gmazolikih izvanzemaljaca s domorodačkim stanovnicima iz prapovijesti Zemlje. I ne samo to, Icke na osnovi višegodišnjih vlastitih proučavanja kulture, pisama, arheoloških ostataka, predaja, mitova i legendi, Biblije i kojekakvih tajnih spisa, ali i spoznaja do kojih su došli drugi istraživači tzv. alternativne povijesti te niza svjedoka, drži kako se gmazolika vrsta (Annunaki) održala kroz tisuće godina sve do danas i da potomci tih bića zapravo vladaju Zemljom. Oni su, tvrdi dalje Icke, običnom čovjeku nevidljivi, djeluju iz tzv. niže četvrte dimenzije, ali se njihova nazočnost manifestira na svakom koraku, s tim da ih posebno daroviti pojednici (uključujući, naravno, i njega) mogu čak i vidjeti, u prolazu, ako ne baš jasan obris, lik, onda njihovu gmazoliku sjenu kako promiče ulicom. 
Prema Ickeu, uvođenje štednih žarulja ima za cilj uvođenja SMART električne mreže u svakoj državi, koja se zasniva na WLAN mjeračima struje i mikroprocesorski kontroliranim kućanskim uređajima što omogućava daljinsku kontrolu potrošnje električne energije, nadzor kućanstva iz jednog središta, ali i slanje subliminalnih poruka preko raznih frekvencija, koje ti uređaji (uključujući i štedne žarulje) emitiraju tj. apsolutna kontrola svijesti i uma svakog pojedinca.

### Princeza Diana je ubijena namjerno
Razotkrivanje pozadine smrti princeze Diane koja je, prema Ickeovim istraživanjima, ritualno ubijena po unaprijed pripremljenom planu žrtvovanja na starom svetom mjestu Babilonskog bratstva (Pariz, tunel Pont de L'Alma, 13. stup u koji je udario automobil), za što su, tvrdi, odgovorni Windsori - jedna je od najfrapantnijih analiza cijelog slučaja utemeljena na nizu logično izvedenih zaključaka.
A značajno je i to da vozač nije išao najbržim putem do stana Dodi al Fayed-a,nego obilaznim putem koji ih je i doveo do tunela Pont de L'Alma (što protivnici ove teorije osporavaju s dvije druge opcije : izbjegavali su gužvu na cesti i ona češća,bježali od paparazzi-a).
Nakon pogibije,na mjestu nezgode (iznad tunela) je postavljen spomenik tragediji,obelisk,koji je ujedno i jedan od simbola tajnog društva odgovornog za smrt Princeze Diane kako navodi David Icke.

## Kritika
Bolji poznavatelji teorija urote vjerojatno nisu iznenađeni onim što je Icke priča i komentira, jer su mnoge stvari iz Ickeovog izlaganja u globalnoj “urotničkoj” praksi uglavnom poznate od prije. Primjerice, općenito se drži da se iza novog svjetskog poretka krije SAD, vladavina utemeljena na energentima (nafta), Međunarodnom monetarnom fondu, Svjetskoj banci i grupi G7(G8) najrazvijernijih zemalja. Stara pak teza o iluminatima kao odabranoj “kasti”, koja već stoljećima povlači sve konce, kao i o masonima, kojekakvim drugim tajnim društvima i savezima, također nije nikakva medijska novost, o tome se pisalo i govorilo kroz cijelo 20. stoljeće, a nastavlja se i u 21. stoljeću. Nisu posebna senzacija ni priče o izvanzemaljskim posjetiteljima, NLO-ima, paleokontaktima, prastarim civilizacijama (Sumerani, Maje, Egipat) i njihovim znanjima i vještinama (pismo, piramide), biblijskom potopu, Atlantidi, vimanama, bogovima sa zvijezda, nuklearnom ratu prije 5-10 tisuća godina. Cijela alternativna povijest našeg planeta vruće je štivo na granici fantastike, ali, pošteno i bez predrasuda govoreći, s cijelim nizom neobjašnjivih događaja, izvjesnih mogućnosti koje se nikako ne smije odmah proglasiti tlapnjama ljudi poput Danikena i sličnih, ili nategnutim tezama o “reviziji postanka” Zaharije Sitčina. Čuda su, dakle, svuda oko nas samo mi, ponavlja Icke, od šume ne vidimo drveće, i to zato što smo indoktrinirani službenim verzijama o svijetu i čovjeku koje su nam podvalili vlasti, znanstvenici i, naravno, religije, kršćanstvo (Vatikan), židovstvo i islam, po Ickeu tri verzije jedne te iste povijesne obmane.

## Zanimljivosti
- David Icke je gostovao u televizijskoj HRT-ovoj emisiji “Na rubu znanosti”  Krešimira Mišaka preko satelita. Gostovao je u ukupno pet emisija.

- jedan časopis "2spare" ga je uvrstio među 25 najbizarnijih ljudi na svijetu članak  Arhivirana inačica izvorne stranice od 3. svibnja 2007. (Wayback Machine)

## Vanjske poveznice
- Službena stranica  Arhivirana inačica izvorne stranice od 20. siječnja 2008. (Wayback Machine)